# 天主教坦噶教區
天主教坦噶教區 （拉丁語：Dioecesis Tangaensis）是坦桑尼亞一個羅馬天主教教區，屬達累斯薩拉姆總教區。
1950年4月18日設立宗座監牧區，1958年2月24日升為教區。
教區位於坦噶區，2010年有教友229,301人（佔轄區總人口12.6%）、卅一個堂區、八十四名司鐸。現任教區主教為安多尼‧班齊。